# Sebastian Hirn

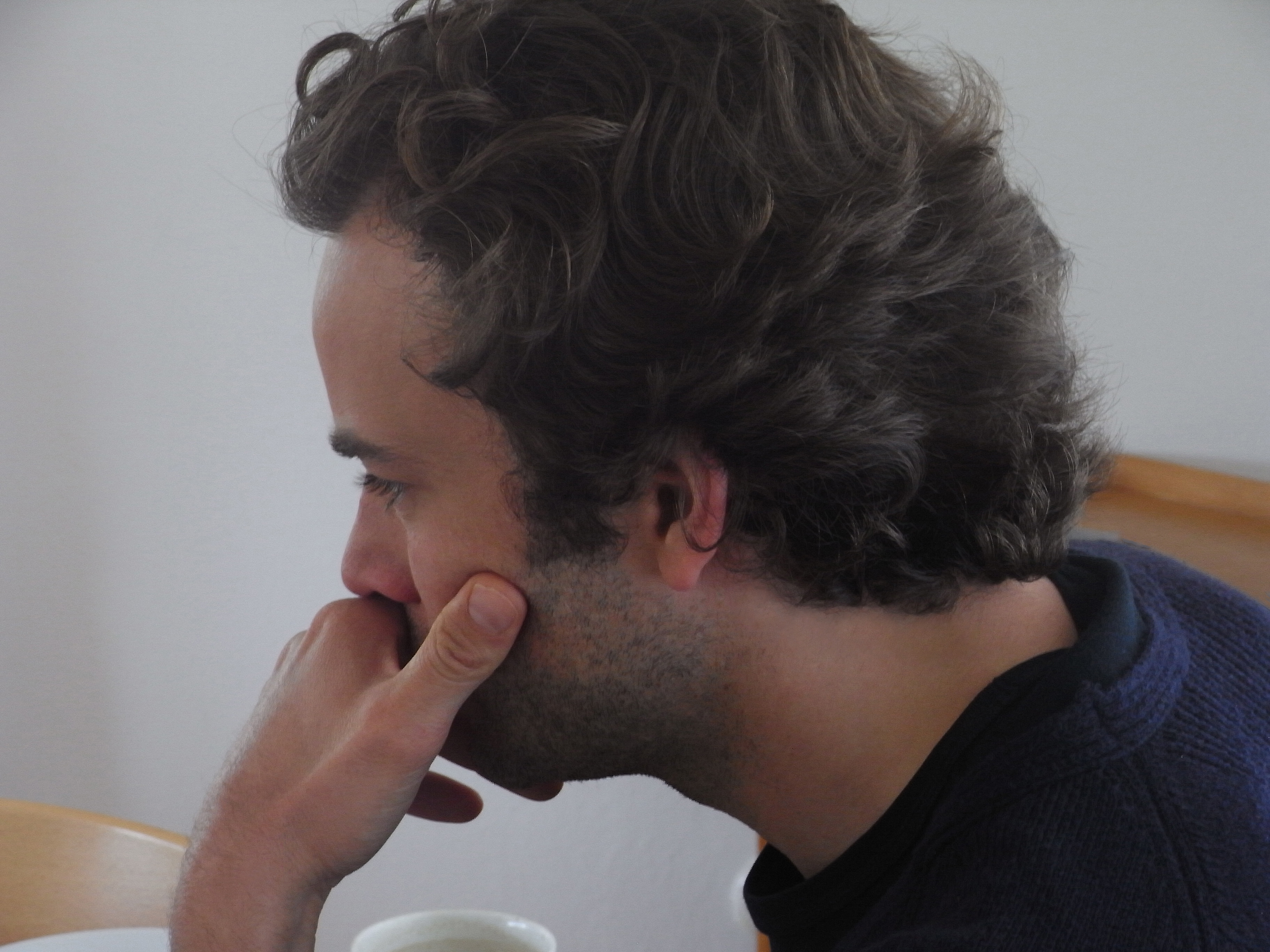
Regisseur Sebastian Hirn bei der Analyse eines musikalischen Werks

Sebastian Hirn (* 1975 in München) ist ein bildender Künstler, Theater- und Opernregisseur sowie Bühnenbildner.

## Leben
Sebastian Hirn stammt aus einer Münchner Bildhauer-Familie. Er absolvierte ein Studium der Geschichte, Literatur und Theaterwissenschaften an der Humboldt-Universität zu Berlin, machte eine Regieausbildung am Max-Reinhardt-Seminar in Wien bei Luc Bondy, die von Hospitanzen und Assistenzen u. a. bei Luc Bondy, Achim Freyer und Christian Stückl begleitet waren, und studierte Bühnenbild an der Zürcher Hochschule der Künste.
Nach dem Studium folgten Arbeiten im Bereich Schauspiel und Musiktheater sowie zahlreiche spartenübergreifende Projekte. Seine Inszenierungen sind geprägt von einer intensiven Auseinandersetzung mit dem Raum. Er beschäftigt sich darüber hinaus mit Bildender Kunst, insbesondere mit Happening und Performance. Hirn arbeitet eng mit der Münchner Komponistin Helga Pogatschar zusammen. Für das Tollwood-Festival München initiierte er 2006 eine uminstrumentierte Fassung von Humperdincks Hänsel und Gretel mit Volksmusikinstrumenten, die von Helga Pogatschar erarbeitet wurde. Die Handlung verlegte er in Zusammenarbeit mit dem Bühnenbildner Bernhard Hammer in eine riesige monumentale Gebirgslandschaft in Fußballfeldgröße, die für die Aufführungsserie auf die Theresienwiese München betoniert wurde.
2008 erstellte Sebastian Hirn für die Mozartfestspiele Schwetzingen eine neue Fassung der Rezitative von Mozarts Così fan tutte, die in Kooperation mit den Kompositionsklassen von Sidney Corbett in Mannheim und Jörn Arnecke in Hamburg neu komponiert wurden. Im Rahmen des Rodeo Festivals der Landeshauptstadt München installierte Sebastian Hirn an vier verschiedenen Orten Unfälle im Stadtraum. Am Max-Joseph-Platz war ein auf die Seite gekippter LKW zu sehen – der Bauch des LKW Aufliegers war aufgerissen und der Inhalt, Kunsttransportkisten, lagen über den Platz verteilt. Die Installation, nicht weiter deklariert, sorgte für große Irritationen. Über die Installation wurde auf der Titelseite mehrerer Münchner Tageszeitungen berichtet. 2015/16 veranstaltete Sebastian Hirn eine Musik/Tanz/Performancereihe im ehemaligen Schwimmbad der Textilfabrik Kuszner, den heutigen Kunstwohnwerken in München. Für Dreharbeiten hatte er 2014 das Schwimmbad in einer Aktion wieder freigelegt, das jahrelang als Lager umfunktioniert, komplett überbaut gewesen war. In das ehemalige Becken wurde ein originalgroßer Krabbenkutter gebaut. Die raumgreifende Installation wurde in verschiedenen Aktionen von Musikern und Tänzern bespielt. U.a. waren dort der Akkordeonist Krassimir Sterev, die Formation Frachter aus Zürich und der Komponist und Jazzmusiker Franz Koglmann zu hören. Der Kutter wurde mehrfach demontiert und an verschiedenen Orten wieder zusammengefügt. Er wurde in München in der Lothringer13, der Schwere Reiter Halle und einer ehemaligen Farbenfabrik installiert, sowie in der Roten Fabrik in Zürich, dem Switch Lab in Bukarest und dem Kunstraum Nestroyhof in Wien.
Seit 2015 beschäftigt sich Sebastian Hirn vertieft mit den Auswirkungen und Ursachen des Irakkriegs von 2003. Mit der Kunsthistorikerin Lisa Hörstmann interviewte er Aktivistinnen, Exilirakerinnen, Mitarbeiterinnen von Hilfsorganisationen, Journalistinnen und amerikanische Irakkriegsveteraninnen. Das Interviewmaterial wurde in verschiedenen Formaten unter dem Titel outposts of resistance und abandoned positions in München, Berlin, Wien, Madrid und in Tucson (AZ) gezeigt – als reine Videoinstallation und als Mehrkanal-Videoinstallation mit Performerinnen, Tänzerinnen und Musikerinnen.
Weitere Arbeiten entstanden im Zuge seiner Beschäftigung mit der deutschen kolonialen Vergangenheit in Namibia. Auf mehreren Recherchereisen führte er zahlreiche Interviews vor Ort. Daraus gingen mapping the past. Deutschlandskizzen 2 und Spuren der Erinnerung im Studio 1 des Kunstquartiert Bethanien Berlin sowie unwritten archives – (re)constructing the past in der Schwere Reiter in München hervor. Für das Magazin INDABA der SADOCC (Dokumentations- und Kooperationszentrum Südliches Afrika) schrieb er den Beitrag Dem Vergessen entrissen über die Denkmalsenthüllung für die ermordeten Herero und Nama auf Shark Island in Lüderitz (!Nami≠nûs).

## Inszenierungen/Arbeiten (Auswahl)
- Das Lebewohl, eine Bearbeitung nach Elfriede Jelinek am Max Reinhardt Seminar, Wien. Regie und Bühnenbild.
- Leonce und Lena von Georg Büchner am Max Reinhardt Seminar, (eingeladen zu den Wiener Festwochen. Gastspiel am Staatstheater Stuttgart.)
- Hippolytos von Euripides am Max Reinhardt Seminar, Wien. Regie und Bühnenbild.
- Così fan tutte von Wolfgang Amadeus Mozart an den Wuppertaler Bühnen, Opernhaus.
- Die Gerechten von Albert Camus / Der Auftrag von Heiner Müller am Staatstheater Stuttgart / Staatliche Akademie der Bildenden Künste Stuttgart / Hochschule für Musik und Darstellende Kunst Stuttgart.
- Gegenüber von Christian Baier, UA. Wien. Regie und Bühnenbild. Festival der zeitgenössischen österreichischen Dramatik, Wien. Gastspiel im Rahmen von „Interkulturelle Akzente“, Wien.
- Siroe, Re di Persia von Georg Friedrich Händel, Oper der Zeit, Vorarlberg.
- Kampf des Negers und der Hunde von Bernard-Marie Koltès am Münchner Volkstheater.
- Sugarsyndrome von Lucy Prebble am Theater der Stadt Koblenz, Regie, und Ausstattung.
- Traumtext II, Komposition von Helga Pogatschar zu Heiner Müllers Traumtext, mit Interaktiver Computertechnik von Frieder Weiss, Gasteig Blackbox München, Regie und Bühne.
- Hänsel und Gretel von Engelbert Humperdinck in einer uminstrumentierten Fassung von Helga Pogatschar, Tollwood München, Theresienwiese.
- peep Komposition von Helga Pogatschar, Libretto von Achim Wagner, Muffathalle München. Regie und Bühne.
- Allergie von Charlotte Roos und Lilly Link  von Philipp Löhle, Werkstattage, am Burgtheater Wien.
- Delirio amoroso von Georg Friedrich Händel, mit Sängern und Tänzern. Oper Dortmund.
- Così fan tutte von Wolfgang Amadeus Mozart, Mozartgesellschaft Schwetzingen in Kooperation mit den Musikhochschulen Hamburg und Mannheim. Schloßtheater Schwetzingen. Neuübersetzung der Rezitative und Regie.
- Liebe und Geld von Dennis Kelly am Schauspielhaus Bochum, Kammerspiele. Regie und Bühne.
- reenacting the reenactment. rekonstruktion – deutschlandskizzen 1.  Ein performativer Beitrag zum 200. Todestag von Heinrich von Kleist. Heinrich von Kleist, Johannes R. Becher, Heiner Müller, Ulrike Meinhof/ Ludwig Wittgenstein. Konzeption, Textfassung, Regie, Bühne, Video. Eine Zusammenarbeit mit der Künstlerin Katharina Gaenssler. MaximiliansForum München/ Theaterhaus Jena/ Rodeo Festival München.
- FLUCHT Installation in Zusammenarbeit mit Katharina Gaenssler in der öffentlichen Fußgängerunterführung Maximilianstr./Altstadtring München. Eine Seite der Passage wurde geschlossen. Die andere Seite mit einem Fußgängertunnel versehen, der den Ausblick auf eine amerikanische Wüstenlandschaft zeigte (Fotoinstallation an der Außenwand). Sowohl der Tunnel, als auch das Panorama einer amerikanischen Wüstenlandschaft wurden später Teil der interdisziplinären Aktion FLUCHTRAEUME, in der der öffentliche Bereich der Passage als auch der innere Bereich, das Maximiliansforum bespielt wurden.
- Paride ed Elena von Christoph Willibald Gluck. Internationale Gluckopernfestspiele, Opernhaus Nürnberg, 2014. Regie, Bühne und Video.
- 10 trials and no more reels Installation/ Tanz/ Musikreihe im Schwimmbad der ehemaligen Textilfabrik Kuszner, heute Kunstwohnwerke in München, 2015/16. Die Aktionsreihe wurde zwischen 2016 und 2018 in einer alten Farbenfabrik in München, in der Lothringer13 und Schwere Reiter in München, in der Roten Fabrik Zürich und im Kunstraum Neytroyhof in Wien fortgesetzt.
- Entführung aus dem Serail von Wolfgang Amadeus Mozart. Theater Aachen, 2016. Regie, Bühne und Textfassung.
- outposts of resistance Weiterführung der gleichnamigen Videoinstallation die beim Theaterfestival Spielart, art in resistance zu sehen war, in eine Theaterarbeit mit Performern, Tänzern und ehemaligen Teilnehmern der Friedensaktion human shields die 2003 als menschliche Schutzschilde Zivileinrichtungen vor den Bombardements der US-geführten Streitkräfte im Irak schützten.

## Installationen / Ausstellungen
- FLUCHT. MaximiliansForum München, 2012.
- Transitorische Raeume. Eine Durchmessung der Schweizer Alpen. Über einen Zeitraum von einem Monat wurden alle Straßentunnel der Schweiz über 2 km Länge mit einer speziellen Aufnahmetechnik erfasst. Die Aufnahmen wurden Teil einer Multi-Kanal-Videoinstallation aus 12 Videobeamern die von der Decke aus auf eine riesige Stahlfläche projiziert wurden. Zürich 2013.
- nah-fern. Installation in der Schalterhalle Starnberg, 2013.
- Trojanisches Pferd. An vier verschiedenen Orten im Münchner Stadtraum wurden LKW-Unfallszenarien installiert. Am Max-Joseph-Platz, in der Entenbachstrasse auf der Höhe I-camp/Neues Theater München, An der Böschung Gasteig/Zellstrasse, und der Dachauerstrasse auf der Höhe der Einfahrt zur Halle Schwere Reiter. 2014
- outposts of resistance. Videoinstallation über Friedensaktivisten, die während des Zweiten Irakkriegs als menschliche Schutzschilde zivile Einrichtungen im Irak vor Bombardements schützten. Im Rahmen von Art in Resistance beim Theaterfestival Spielart, München, 2015.
- outposts of resistance. Gleichnamiger Dokumentarfilm, Werkstattkino München, 2016.
- abandoned positions. Weiterführung der Recherchearbeit mit Lisa Hörstmann zum Irakkrieg, aufbauend auf Interviews mit Aktivisten, Exilirakern, NGOs und amerikanischen Soldaten. Bespielte 6-Kanal-Videoinstallation im Studio 1 im Kunstquartier Bethanien, Berlin 2020.
- abandoned positions. Ausstellung mit Lisa Hörstmann zum Irakkrieg, aufbauend auf Interviews mit Aktivisten, Exilirakern, NGOs und amerikanischen Soldaten, im Kunstraum München, 2020.

## Bühnenbild / Kostüm
- la Petite Mort Rauminstallation, Lichtkonzeption und Kostüme für eine Inszenierung von Nele Jahnke. Eine Video-Prozession durch 13 Räume zum 20-jährigen Jubiläum des Theater HORA Züriwerk beim Festival Okkupation! Internationales Theaterfestival, Zürich, Rote Fabrik, 29. Mai 2013
- Die perfekte Katastrophe. Ein Heimatszenario Rauminstallation, Lichtkonzeption und Kostüme. Konzert Theater Bern, 2015.
- Dr eint het angscht. Rauminstallation, Lichtkonzeption und Kostüme. Konzert Theater Bern, 2016.

## Video / Film
- Rechnitz (Der Würgeengel) von Elfriede Jelinek. Videodesign für eine Inszenierung von Michael Simon. Österreichische Erstaufführung, Schauspielhaus Graz, 17. März 2012
- Cage Stage. Ein Musiktheater von und nach John Cage. In Kooperation mit dem Brucknerfest Linz. Videodesign für eine Inszenierung von Achim Freyer. Musikalische Zusammenstellung und Leitung Dennis Russell Davies. Landestheater Linz, 20. September 2013.
- Schneewittchen von Heinz Holliger. Videodesign für eine Inszenierung von Achim Freyer. Opernhaus Basel, 20. Februar 2014.
- outposts of resistance. Gleichnamiger Dokumentarfilm, Werkstattkino München, 2016.

## Sprecher, Darsteller
- Schattensprecher. Sprecher für eine Installation von Stephan Huber im Kunstmuseum Bonn.
- Charles Manson in Love & Peace von Stephan Huber. Videoinstallation für die Ausstellung MAN SON 1969, Vom Schrecken der Situation, Kunsthalle Hamburg.
- Kaputt Klavier. Kurzfilm von Stanislav Güntner/ Werner Schroeter.

## Stipendien / Residencies
- Internationales Forum beim Theatertreffen der Berliner Festspiele.
- Stipendium der Erwin und Gisela von Steiner-Stiftung, Akademie der Bildenden Künste München.
- Arbeits- und Fortbildungsstipendium der Stadt München.
- SFAI, Santa Fe Art Institute, NM, USA.
- Bemis Center for Contemporary Arts, Omaha, NE, USA.